# K2-229b
K2-229b (alternativt EPIC 228801451.01) är en varm, järn-rik exoplanet, som befinner sig ungefär 335 ljusår ifrån jorden i Jungfrun.  Temperaturen på ytan är mellan 1960 och 2330 Kelvin (1680 till 2060 C) och planeten kan jämföras med Merkurius.
Planeten har en bunden rotation runt sin sol-lika stjärna, så att den roterar ett varv på sin egen axel på samma tid som den roterar kring den centrala himlakroppen, vilket resulterar i att ena sidan har permanent dag, medan den andra har permanent natt. 